# Electron Engine
Electron Engine — игровой движок, разработанный компанией Obsidian Entertainment специально для внутреннего использования. На этой технологии базируется компьютерная ролевая игра Neverwinter Nights 2 и все вышедшие к ней официальные дополнения.

## История разработки
Движок был разработан для использования в игре Neverwinter Nights 2, которую разработала компания Obsidian Entertainment по лицензии BioWare. Релиз игры состоятся 31 октября 2006 года.
Позднее было разработано также несколько дополнений для Neverwinter Nights 2, последнее из которых, Mysteries of Westgate поступило в продажу 28 апреля 2009 года.
Последующая после Electron технология компании получила название Eclipse.

## Технические характеристики
Будучи основанным на другом движке компании, Odyssey, который представляет собой улучшенную версию Aurora, игровой движок Electron перетерпел множество изменений, касающихся графической части, в числе которых: мягкие динамические тени от всех объектов, улучшенная система частиц, шейдерные эффекты, пост-фильтр bloom и паралакс-маппинг для текстур. Помимо этого, было увеличено допустимое количество полигонов для трехмерных моделей, размер текстур и усложнено освещение.
Несмотря на усовершенствования, движок подвергался критике за недостаточную оптимизацию.
Так же, как и движок Odyssey, Electron поддерживает персональный компьютер под управлением Windows или Mac OS X и игровою консоль Xbox.

## Игры, использующие Electron Engine
- 2006 — Neverwinter Nights 2[2][1]
- 2007 — Neverwinter Nights 2: Mask of the Betrayer[7][8]
- 2008 — Neverwinter Nights 2: Storm of Zehir[9]
- 2009 — Neverwinter Nights 2: Mysteries of Westgate[3][10]